# Ujkovice
Ujkovice är en ort i Tjeckien.   Den ligger i regionen Mellersta Böhmen, i den centrala delen av landet, 60 km nordost om huvudstaden Prag. Ujkovice ligger 247 meter över havet och antalet invånare är 102.
Terrängen runt Ujkovice är platt. Runt Ujkovice är det ganska glesbefolkat, med 38 invånare per kvadratkilometer. Närmaste större samhälle är Mladá Boleslav, 14,8 km väster om Ujkovice. Trakten runt Ujkovice består till största delen av jordbruksmark.